# Nasz dziadzio
Nasz dziadzio – serial animowany produkcji polskiej wyprodukowany w 1967 roku. Zawiera 7 odcinków.
Serial opisuje perypetie głównego bohatera, dziadzia, który opowiada wnuczkowi o swoich przygodach.

## Twórcy
- Scenariusz: Władysław Nehrebecki, Leszek Mech
- Muzyka: Lucjan Kaszycki, Waldemar Kazanecki
- Dźwięk: Otokar Balcy
- Kierownictwo produkcji: Alodia Kowalik, Aleksandra Kordek, Nina Kowalik
- Produkcja: Studio Filmów Rysunkowych (Bielsko-Biała)

## Spis odcinków
1. Jak wygrałem wyścig cyklistów
2. Jak zostałem detektywem
3. Moja pierwsza podróż
4. Jak zostałem aktorem filmowym
5. Jak polowałem na lwa
6. Duch w starym zamku
7. Jak zostałem bohaterem Dzikiego Zachodu